# Vitowar
Vitowar, talvolta scritto Vito War o anche Dj Vito War, pseudonimo di Vitaliano Fiorentino (Milano, 19 settembre 1962), è un disc jockey e conduttore radiofonico italiano.

## Biografia
Come disc jockey è considerato tra i primi esponenti della scena reggae in Italia, e per questo gli viene spesso associato l'appellativo de Il Padrino/The Godfather.
Nel 1986 organizza i primi eventi reggae al Centro Sociale Leoncavallo di Milano, ma dal 1988, Vitowar è conosciuto per essere l'ideatore e conduttore della prima trasmissione radiofonica italiana interamente dedicata al reggae e i suoi diversi generi che la caratterizzano, programma denominato Reggae Radio Station in onda ancora oggi sulle frequenze di Radio Popolare.

## Curiosità
Reggae Radio Station è anche il nome di un brano dei Reggae National Tickets pubblicato nel 1997 nell'album Un affare difficile.
Il pezzo, scritto da Stena, venne interamente dedicato a Vitowar e il suo programma che a sua volta lo utilizzò come sigla di chiusura.

## Discografia
- 2002 - Reggae Radio Station - Vibrazioni Italiane[10]
- 2003 - Frequenze Positive (V2 Records)[11]
- 2004 - Reggae Radio Station - The Trojan Mixtape (Trojan-Sanctuary)[12][13][14]

## Filmografia
- Pull it Up - An Italian Story, regia di Giovanni De Gaetano (2011)[15][16]